# Mesotritia faeroensis
Mesotritia faeroensis är en kvalsterart som först beskrevs av Sellnick 1923.  Mesotritia faeroensis ingår i släktet Mesotritia och familjen Oribotritiidae. Inga underarter finns listade i Catalogue of Life.